# Philippe Chabaneix
Philippe Chabaneix, né en mer le 20 mai 1898 et mort le 18 avril 1982 dans le 14e arrondissement de Paris, est un poète français.

## Biographie
Son père, Paul Chabaneix, médecin des colonies, ainsi que sa mère, née Marie Caussé, étaient poètes et signaient sous les noms de Jacques et Marie Nervat, par un hommage discret à Gérard de Nerval qui sera une référence majeure pour leur fils.
Il passe sa petite enfance à Nouméa, en Nouvelle-Calédonie, comme Francis Carco qui deviendra plus tard son ami. Après la mort de sa mère, en 1909, il s'installe avec son père à La Rochelle. Il y fonde, en 1915, une petite revue pour lycéens, L'Effort des jeunes, puis Le Bel Espoir, cahier trimestriel de poésie, qui accueille sous sa direction des textes de Francis Carco, Paul Fort et Tristan Derème.
En 1917, il participe à la Première Guerre mondiale comme canonnier cependant qu'il entretient une correspondance avec quelques-uns de ceux qui constitueront l'École fantaisiste. Au cours d'une permission il rencontre Carco et, dès 1920, il s'installe à Paris. Après quelques plaquettes, son premier recueil, Le Bouquet d'Ophélie le fait reconnaître en 1928 et, la même année, la revue La Muse française lui consacre un numéro d'hommage et il reçoit le prix Moréas.
Philippe Chabaneix assiste Henri Martineau dans sa librairie "le Divan", où les poètes fantaisistes vers 1924 se réunissent. Il y reçoit entre autres Francis Carco, Léon Vérane, Tristan Derème ou Jacques Dyssord.
Ensuite, Philippe Chabaneix devient bouquiniste à son compte : entre les deux guerres, il tient au 12 de la rue des Beaux-Arts une librairie-galerie qui tient d'un salon littéraire, où l'on ne vend que des recueils de poèmes, des éditions originales, et où l'on n'expose que les amis.
Après la débâcle, il quitte Paris pour La Rochelle puis Toulon et, tout en écrivant beaucoup, ne publie plus. Revenu à Paris en 1942, il quitte la rue des Beaux-Arts pour ouvrir une nouvelle librairie au 33 de la rue Mazarine. À la Libération, il publie Au souvenir de Federico Garcia Lorca. Il tient désormais la rubrique de poésie au Mercure de France. Il occupe dès 1958 le fauteuil d'Yves-Gérard Le Dantec à la Maison de la Poésie, et il est membre du Comité des poètes français.
Il fonde avec Robert Houdelot et Christiane Cauët la revue de poésie Odeur du Temps (1962-1964). Au cours de sa carrière, il aura collaboré à de nombreuses revues parmi lesquelles Les Marges, la Revue critique des idées et des livres, la NRF, le Divan, Le Crapouillot.
Trop discrètement reconnu aujourd'hui, Philippe Chabaneix aura été le dernier et l'un des plus grands représentants de l'École fantaisiste avec Paul-Jean Toulet, figure tutélaire, Tristan Derème, Francis Carco  et Tristan Klingsor.
Profondément marquée par l'influence de Nerval, son œuvre à l'écriture classique sait mêler à une dominante élégiaque une exaltation de l'amour sensuel.

## Publications
Recueils de poèmes
- Les Tendres Amies. Librairie des Lettres, 1922.
- Le Poème de la Rose et du Baiser. Paris, Le Divan, 1923.
- Couleur du Temps perdu. Les Amis d'Édouard, 1925.
- Écrit des Feuillantines, suivi de Couleur du temps perdu. Paris, Le Divan, 1925.
- Recuerdos. Jean Foucher, 1926.
- D'une autre saison. La Rochelle, 1927.
- Baisers Nouveaux et Vieilles Guitares. Les Amis de Tristan, 1927.
- Les Consolations. Éditions des Cahiers libres, 1928.
- Guirlande Printanière pour l'Ange du Sommeil. s.l.n.d.
- Comme des songes. L'Ermitage, 1928.
- Le Bouquet d'Ophélie. Paris, Le Divan, 1928 ; 1929.
- À l'amour et à l'amitié. Chez Fernand Mourlot, 1929.
- Méditerranée. La Rose des Vents, 1931.
- Dix Romances. La Chapelle des Moulins, 1931.
- Poésie. Vertcœur, 1932.
- Comme le feu. Éditions du Trident, 1934.
- Flèche parmi les ombres. Le Balcon, 1936.
- D'un cœur sombre et secret. Le Pigeonnier, 1936.
- Le Désir et les Ombres. La Presse à bras, 1938.
- Boucles du souvenir s.l.n.d. 1943.
- Au Souvenir de Federico Garcia Lorca. La Chapelle des Moulins, 1944.
- Musiques des jours et des nuits. Éditions Rombaldi, 1945.
- Poèmes choisis. Préface de Francis Carco. Paris, Points et Contrepoints, 1947.
- Les Nocturnes. Lyon, Éditions I.A.C., 1950.
- Suite magique. 14 gravures à la pointe sèche de René Demeurisse, Aux Dépens de l'artiste, 1950.
- Pour une Morte. Au Pigeonnier, 1951.
- Mémoire du cœur. Au Pigeonnier, 1952.
- Aux sources de la nuit. Caractères, 1955.
- Musiques nouvelles, enrichi de lithographies de Robert Lotiron. Les Pharmaciens bibliophiles, 1958.
- D'un étrange domaine. Rodez, Subervie, 1959.
- Musiques du Temps perdu. Seghers, 1960.
- Sérénade. La Chapelle des Moulins, 1962.
- La Rose et l'Asphodèle. Pour les Amis de l'auteur, 1964.
- Les Matins et les Soirs. Pour les Amis de l'auteur, 1968.
- Musiques d'avant la nuit. Pour les Amis du poète, 1972.
- Musiques secrètes, 1978.
- Musiques d'ombre et de féerie, 1982.
- Œuvre poétique 1, rassemblé et présenté par Jean-Luc Moreau, La Maison de Poésie, 2002

Essais
- Christian Caillard. Paris, Sequana Éditeur, coll. « Les Maîtres de demain », 1944.
- Francis Carco. Paris, Seghers, coll. « Poètes d'aujourd'hui », no 13, 1949.

## Prix et distinctions
- Prix Catulle-Mendès saluant ses débuts en 1922.
- Prix Moréas pour le recueil de ses premiers vers et de tous les poèmes publiés antérieurement à 1928, Le Bouquet d'Ophélie
- Prix René-Bardet de l’Académie française en 1937.
- Prix Artigue de l’Académie française en 1941 pour l'ensemble de son oeuvre.
- Prix Caroline Jouffroy-Renault de l’Académie française en 1946 pour Musique des jours et des nuits
- Grand prix littéraire de la ville de Paris en 1949 pour l'ensemble de son œuvre.
- Grand prix de poésie de l'Académie française en 1960 pour l'ensemble de son œuvre poétique.
- Prix Aubry-Vitet de l’Académie française en 1971 pour l'ensemble de son oeuvre.